# Казакова, Ольга Михайловна
О́льга Миха́йловна Казако́ва (девичья фамилия — Асеева; 30 мая 1968, Усолье-Сибирское, Иркутская область) — российский государственный и политический деятель. Председатель комитета Государственной Думы по просвещению с 12 октября 2021 года. Депутат Государственной Думы Федерального собрания Российской Федерации от Кавминводского одномандатного округа № 67 с 5 октября 2016 года. Член Генерального совета партии «Единая Россия».
Министр культуры Ставропольского края (18 ноября 2011 — 22 мая 2012), депутат Государственной думы Федерального собрания Российской Федерации VI созыва от партии «Единая Россия» (22 мая 2012 — 5 октября 2016). Первый заместитель председателя комитета Государственной думы по культуре VII созыва (5 октября 2016 — 12 октября 2021).
Координатор федерального проекта партии «Единая Россия» «Культура малой Родины». Автор Северо-Кавказского молодёжного образовательного форума «Машук».
Из-за вторжения России на Украину, находится под международными санкциями Евросоюза, США, Великобритании и ряда других стран.

## Биография
Родилась Ольга Михайловна Казакова 30 мая 1968 года в Усолье-Сибирском, Иркутская область, РСФСР, СССР в семье военного, проживала в городе Усолье-Сибирское Иркутской области, в городе Ворошиловград Украинской ССР, с сентября 1992 года в городе Воркута, в 1996 году Невинномысск, позже Ставрополь, сейчас — Москва.
В 1990 году окончила Ворошиловградский государственный педагогический институт им. Тараса Шевченко по специальности учитель русского языка и литературы.

### Трудовая деятельность
1983 год по 1991 год — член ВЛКСМ, на комсомольской работе.
С ноября 1984 года по март 1985 года — руководитель детского кружка «Школы современного танца при Ворошиловградском офицерском клубе».
С декабря 1986 года по август 1992 года — воспитатель детского сада № 6 «Светлана».
С сентября 1992 года по июль 1994 года — учитель начальных классов средней школы № 5 городе Воркута.
С ноября по декабрь 1996 года — учитель начальных классов русского языка и литературы отдела народного образования в городе Невинномысск.
В 1997—1999 годах — декретный отпуск.
С января 2000 года по август 2003 года — помощник депутата Ставропольской городской думы.
С июля 2001 года по октябрь 2003 года — исполнительный директор АНО Спортивно-оздоровительный центр «Славянский».
С октября 2003 года по июнь 2009 года — начальник управления по делам молодёжи Администрации города Ставрополь.
С июня 2009 года по 18 ноября 2011 года — председатель комитета по делам молодёжи Правительства Ставропольского края.
В 2010 году совместно с ФАДМ «Росмолодёжь» и комитета по делам молодёжи при Правительстве Ставропольского края Казакова выступила инициатором проведения ежегодного молодёжного форума «Машук» на территории края. Для его организации со стороны ФАДМ «Росмолодёжь» были привлечены комиссары молодёжного движения «Наши».
С 18 ноября 2011 года по 22 мая 2012 года — министр культуры Ставропольского края.

## Депутат Государственной думы

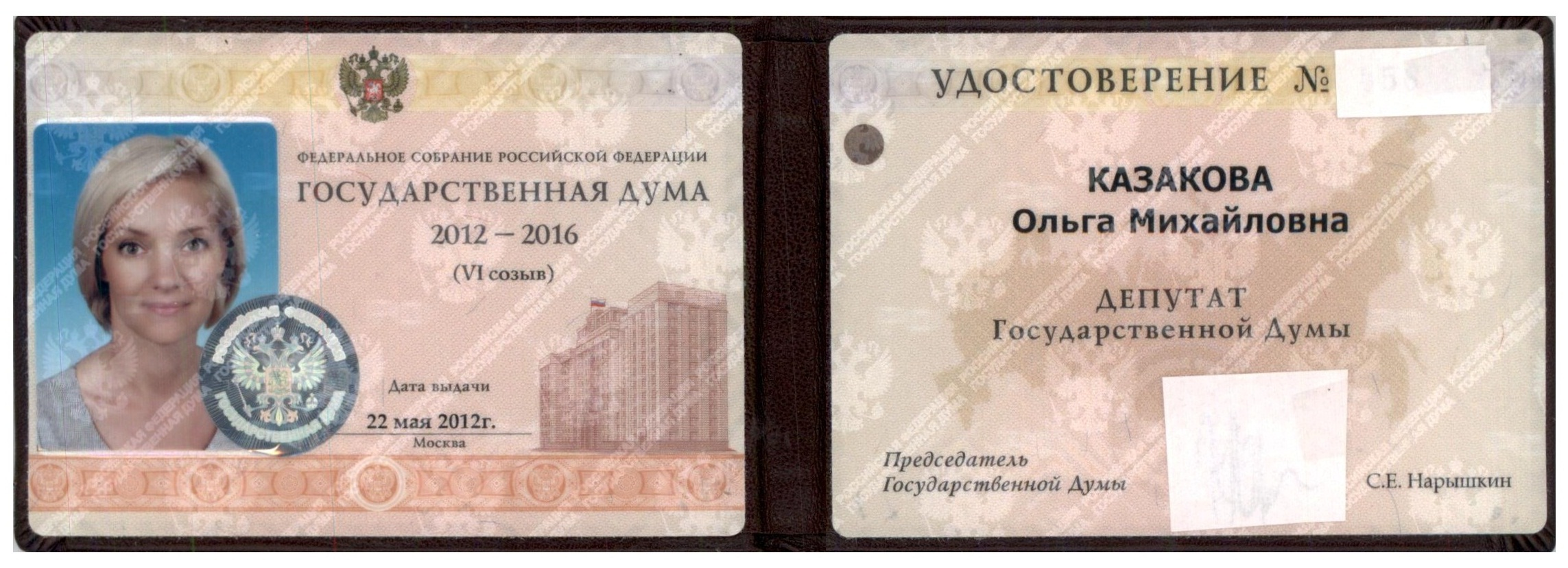
Удостоверение Депутата Государственной думы 6-го созыва О. М. Казаковой

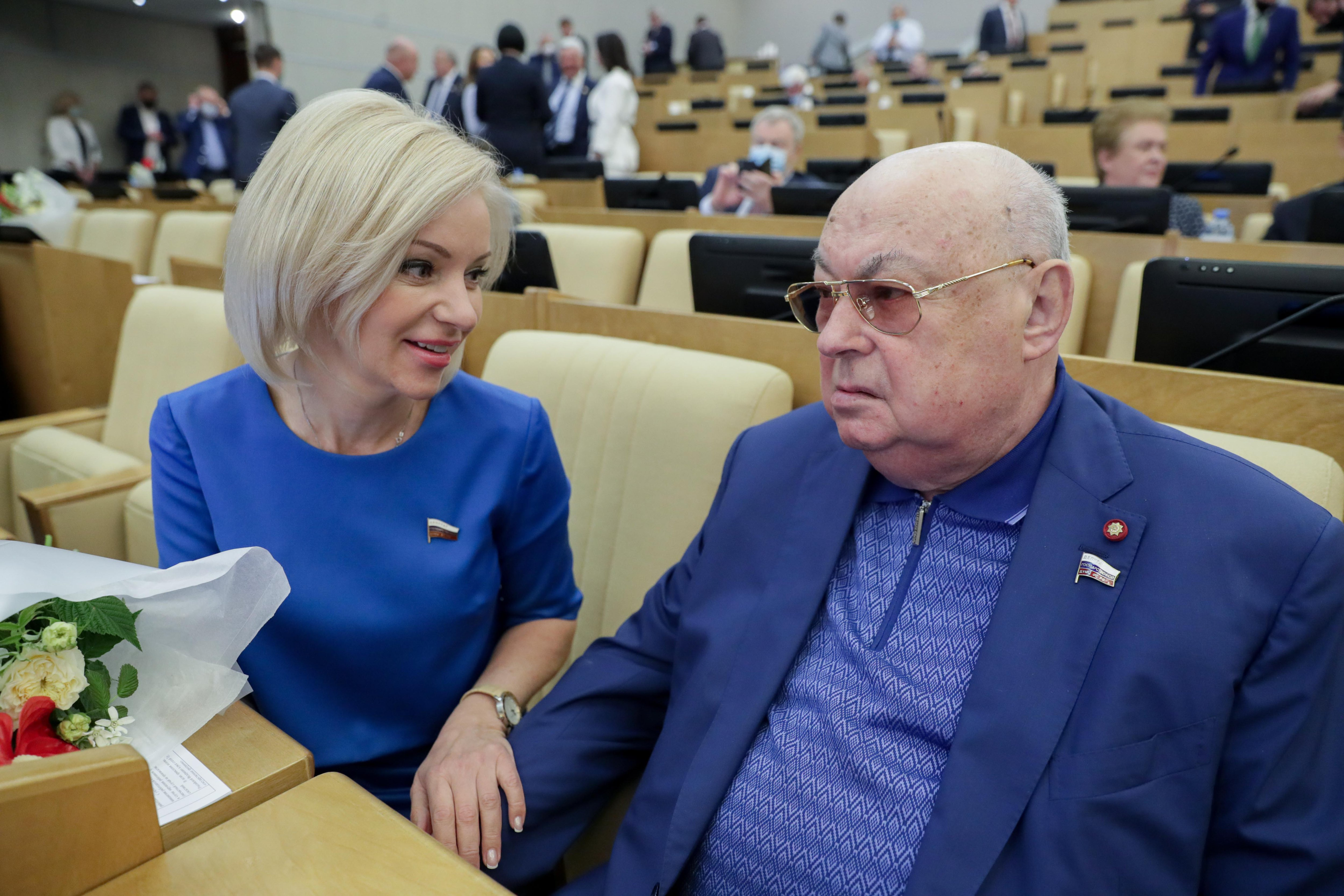
Ольга Казакова и Владимир Ресин на заседании Государственной Думы, 2021 год

17 мая 2012 года получила мандат депутата госдумы, вместо депутата Юрия Эма, который был назначен вице-премьером Правительства Ставропольского края.
С 22 мая 2012 года депутат Государственной думы 6-го созыва фракции Единая Россия по квоте Общероссийского народного фронта от Ставропольского края, член комитета ГД по вопросам семьи, женщин и детей.
С 2014 года участвует общественным экспертом в телешоу «Пусть говорят».
В 2016 году по итогам предварительного голосования Единой России заняла 1 место (78 % голосов) по Кавминводскому одномандатному округу № 67.
18 сентября 2016 года переизбрана депутатом Государственной Думы 7 созыва, избрана первым заместителем председателя комитета по культуре Станислава Говорухина, в 2018—2020 годах член Экспертного совета Департамента образования города Москвы.
В 2019 году отказала в добровольной военной службе для женщин девушкам из Тольятти, предпринявшим судебную попытку оспорить в суде женскую дискриминацию в отношении запрета замещения воинских должностей стрелка, снайпера, водителя, механика, танкиста, тем самым отказавшись поддержать в Верховном суде их конституционное право на равенство и личный выбор.
7 октября 2021 года фракция «Единая Россия» выдвинула Ольгу Казакову на должность председателя комитета Государственной думы по просвещению.
12 октября 2021 года избрана председателем комитета Государственной думы по просвещению.

## Законотворческая деятельность
С 2012 по 2019 год, в течение исполнения полномочий депутата Государственной Думы VI и VII созывов, выступила соавтором 75 законодательных инициатив и поправок к проектам федеральных законов.

## Санкции
25 февраля 2022 года, на фоне вторжения России на Украину, включена в санкционный список стран Евросоюза в ответ на решение России признать территории Донецкой и Луганской областей Украины и на решение об отправке туда российских войск.
11 марта 2022 года внесена в санкционный список Великобритании «за признание независимости двух сепаратистских регионов в Украине».
30 сентября 2022 года была внесена в санкционный список США в ответ на «фиктивные референдумы» и «аннексию территорий Украины российскими оккупационными силами». Государственный департамент отмечает, что депутаты единогласно приняли закон о фейках, а некоторые депутаты сыграли ключевую роль в распространении российской дезинформации о войне.
23 февраля 2023 года попала в санкционный список Канады «соратников режима», так как она «голосовала за законодательство, связанное с вторжением и попыткой аннексии четырёх регионов Украины».
По аналогичным основаниям находится в санкционных списках Швейцарии, Австралии, Японии, Украины и Новой Зеландии.

## Семья
Не замужем, мать двоих детей: дочь Элона 1987 г. р. и сын Михаил 1997 г. р. Элона окончила СевКавГТУ, социальный психолог и педагог, руководитель ООО «Профессиональная лига спортивного танца 26 регион», тренер танцевальной студии «A-Class», победительница различных международных и всероссийских соревнований по спортивно-бальным танцам, хип-хопу и брейк-дансу. Кандидат в мастера спорта по спортивным бальным танцам. Участница телевизионных проектов: «Танцы без правил» на канале ТНТ (2009 г.), «Битва за респект» на канале Муз ТВ (2010 г.), «Фактор-А» на телеканале Россия (2011 г.). Режиссёр-постановщик сольных концертов «26 Регион», хореограф Международного фестиваля Музыкальных исполнителей «Новая волна» в Латвии (2009—2010 года), хореограф-постановщик театра имени М. А. Булгакова («День исполнения желаний», «в кубе», «23 слова на четверых»).